# Dennery Island
Dennery Island är en ö i Saint Lucia. Den ligger i kvarteret Dennery, i den östra delen av landet. På ön finns några buskar.